# Glyptotendipes foliicola
Glyptotendipes foliicola är en tvåvingeart som beskrevs av Jean-Jacques Kieffer 1918. Glyptotendipes foliicola ingår i släktet Glyptotendipes och familjen fjädermyggor. Arten har ej påträffats i Sverige. Inga underarter finns listade i Catalogue of Life.